# Aydın Büyüksehir Belediyesi EfeSpor
O Aydın Büyüksehir Belediyesi EfeSpor, conhecido também como Efe Spor, é um clube de basquetebol baseado em Aidim Turquia que atualmente disputa a TB2L. Manda seus jogos no Ginásio Esportivo Aydin Atatürk.

## Histórico de Temporadas
| Temporada | Nível | Liga | Pos. | J   | PL | Resultado |
| --------- | ----- | ---- | ---- | --- | -- | --------- |
| 2016-17   | 3     | TB2L | 5    | 9-9 |    |           |
| 2017-18   | 3     | TB2L |      |     |    |           |

- fonte:«eurobasket.com». basketball.eurobasket.com «mackolik.com». www.mackolik.com